# Битка при Фригид
Битката при Фригид или Битката при река Фригид (на латински: Frigidus) се състои на 5 – 6 септември 394 г. при река Фригид (днес Hubelj, приток на Изонцо в днешна Словения на границата с Италия) между източноримския император Теодосий I и неговите западноримски конкуренти генерал франка Арбогаст и узурпатора Евгений.
Тя е сред най-големите битки в историята на Римската империя и води до истинска победа на християнството над старите римски религии. Това е една от най-кръвопролитните битки в древността.

## Ход на военните действия
На сутринта на 6 септември 394 г. Теодосий тръгва с войската си от 100 000 души към Италия и среща пред стените на Castra (Ajdovščina) в долината на Випава главната войска на Евгений, командвана от Арбогаст. Командири при Теодосий са Стилихон с генерал Гаинас и консула Тимасий. Участват като федерати и 20 000 готи (вестготи) с Аларих I. Битката се състои до рекичката Фригидус.
Борбата трае дълго и взема много жертви. 10 000 готи падат убити. Накрая източноримляните побеждават, залавят Евгений и войниците го убиват същия ден. Арбогаст бяга и се самоубива вероятно след два дена.
Теодосий триумфално отива в Италия и обединява за последен път Римската империя с един Августус.
Теодосий умира след четири месеца на 17 януари 395 г. в Милано и империята се разделя отново на две части, управлявани от двата му сина.
Историкът и теолог Орозий описва битката в произведението си Historiae adversum Paganos (7,35).